# Милонов, Юрий Константинович
Ю́рий Константи́нович Мило́нов (20 (8) апреля 1895, Нижний Новгород, Нижегородская губерния, Российская империя — 7 апреля 1980, Москва, СССР) — российский революционер, советский государственный и политический деятель, учёный, историк.
Родился в 1895 году в Нижнем Новгороде. В связи со службой и ссылкой отца-чиновника жил в Москве, Екатеринодаре, Архангельске, Санкт-Петербурге, Самаре. Увлекался революционной литературой, в 1912 году вступил в РСДРП(б). После окончания 1-й Самарской мужской гимназии в 1915 году поступил на юридический факультет Московского университета, но был исключён по политическим основаниям. Неоднократно арестовывался и ссылался, в том числе в Саратов. В 1917 году был освобождён февральской революцией и вернулся в Самару. Во время октябрьской революции и установления в Самаре советской власти был комиссаром на железнодорожном телеграфе. В 1918 году был комиссаром труда по Самарской и Симбирской губерниям, во время занятия белочехами Самары находился в подполье. Затем последовательно занимал должности председателя (1918—1919, 1919) и секретаря (1920, 1921) Самарского губернского комитета партии, председателя Самарского городского и уездного исполнительного комитета (1919), ректора Самарского рабоче-крестьянского коммунистического университета (1920—1921). Был делегатом VI (1917), VIII (1919), IX (1920), X (1921) съездов партии, VIII Всесоюзного съезда Советов, членом ВЦИК. Примыкал к «левым коммунистам», затем к «рабочей» и «правой оппозиции». В 1921 году был отозван на работу в Москву.
Был учёным секретарем и председателем комиссии помощи самообразованию Главполитпросвета при Наркомпросе (1921—1922), заместителем председателя (1922—1930) и председателем (1930—1938) Истпрофа при ВЦСПС, членом совета Истпарта (1926—1927), заместителем директора (1926—1929) и директором (1930—1931) Государственного исторического музея, директором Института красной профессуры техники и технической политики (1931—1932), заведующим научно-исследовательским сектором Всесоюзного совета научных инженерно-технических обществ (1932—1934), профессором и руководителем кафедры истории техники Московского инженерно-строительного института имени В. В. Куйбышева (1932—1937). Специализировался на истории техники, архитектуры, профсоюзного движения, являлся членом Всесоюзного общества старых большевиков и Общества историков-марксистов, преподавал в ряде высших учебных заведений. В 1937 году получил степень кандидата экономических наук, но затем незаконно её лишён. В 1938 году арестован по обвинению в связях с троцкизмом и приговорён к 10 годам лагерей, а из партии был исключён лишь в 1941 году. Отбывал срок на Колыме, где не прекратил заниматься научной работой, но уже в структурах при НКВД. В 1948 году освобождён, после чего остался в Магадане, а в 1956 году реабилитирован и восстановлен в партии, и затем вернулся в Москву. В 1957 году стал персональным пенсионером союзного значения, в 1958 году восстановлен в степени кандидата экономических наук, в 1967 году награждён орденом «Знак Почёта», в 1975 году получил степень доктора экономических наук. Вёл активную партийную и научную работу. Скончался в 1980 году в Москве в возрасте 84 лет, похоронен на Новодевичьем кладбище.

## Биография

### Молодые годы, образование, начало революционной деятельности
Юрий Константинович Милонов родился 20 апреля (8 апреля по старому стилю) 1895 года в Нижнем Новгороде.
Дед по линии матери, Александр Константинович Федосеев, был учителем. Мать — Антонина Александровна, как представительница интеллигенции живо интересовалась политическими и общественными событиями. По отцовской линии — из потомственных дворян Симбирской губернии. Отец — Константин Константинович Милонов, как студент 4-го курса юридического факультета Казанского университета и тайный осведомитель полиции, 3 декабря 1887 года был объявлен вне закона Казанским общестуденческим судом за донос инспектору студентов о существовании симбирского землячества и деятельности организации казанского студенчества вообще, дав обещание оставить «немедленно» университет; данный приговор, разбросанный в листовках по казанским улицам и по почтовым ящикам, а также последовавшие аресты студентов-судей послужили поводом для студенческой сходки, состоявшейся 4 декабря того же года, в которой впервые политическим образом проявил себя 17-летний студент В. И. Ульянов (Ленин). Впоследствии стал чиновником, банковским служащим, работал в Нижегородской казенной палате. В связи со службой отца семья часто переезжала и жила в том числе в Москве и Екатеринодаре. Однажды из-за личного оскорбления публично дал пощечину начальнику по службе, за что был судим и сослан в Архангельскую губернию.
Мать дружила с политическими ссыльными, участвовала в многочасовых беседах и дискуссиях. Большое влияние на рост революционных настроений у Юрия оказал брат его матери — Михаил Александрович Федосеев, студент Московского университета, участник студенческих сходок, арестант Бутырской и Таганской тюрем. Отец же не разделял политических взглядов сына; в будущем, после первого ареста он выгонит его из дома. После амнистии отца в августе 1904 года Милоновы уехали в Санкт-Петербург, где Юрий поступил в гимназию. Там он стал свидетелем событий 9 января 1905 года. Во время учёбы Юрий пристрастился к книгам, много читал, в частности произведения русских классиков и зарубежных писателей, а также революционную литературу, работы Карла Маркса и Фридриха Энгельса. В 1910 году Милоновы переехали в Самару, где Юрий продолжил начатое в Санкт-Петербурге образование, поступив в 6-й класс 1-й мужской гимназии. Будучи гимназистом, в апреле 1912 года в возрасте 17 лет вступил в РСДРП(б) под влиянием самарского большевика Я. А. Андреева. Сначала посещал занятия в нелегальном марксистском кружке повышенного типа, а затем сам занялся ведением рабочих кружков. После окончания гимназии в 1915 году поступил на юридический факультет Московского университета, но почти сразу бросил учёбу из-за «преследований полиции» и был исключён за революционную деятельность.

### На партийной и губернской работе в Самаре
Весной 1915 года был арестован ряд руководящих работников самарской партийной организации, возглавлявшейся М. А. Розенштейном. В мае Милонов был избран членом нового состава Самарского комитета РСДРП(б), оказавшись в числе тех, кто взял на себя руководство парторганизацией. В июле того же года он сам был арестован за «антигосударственную деятельность» и, отсидев четыре месяца в самарской тюрьме, был выслан на три года под гласный полицейский надзор в Саратов. Служил секретарем больничной кассы рабочих полиграфического производства, секретарём комиссии по сельскохозяйственной переписи Саратовского губернского земства, секретарём комиссии по выборам представителей рабочих в военно-промышленный комитет, вёл кружок железнодорожников, а также продолжил вести партийную работу и «большевистскую пропаганду»; так, по сведениям жандармерии, являлся главным руководителем собрания железнодорожных рабочих и «настаивал на демонстративном выступлении рабочих и студентов в день 1 мая». В 1915 году участвовал в похоронной процессии В. Б. Ломтатидзе, умершего в саратовской тюрьме, что вылилось в революционный митинг. В 1916 году был избран членом подпольного комитета большевиков, принимал активное участие во встречах саратовского партактива, работал с М. С. Ольминским. После двух арестов и многомесячного заключения, в ноябре 1916 года был сослан в административном порядке в Тургайскую область сроком на три года. В ссылке около года прожил в посёлке Фёдоровский Кустанайского уезда, где работал счетоводом в ссудно-сберегательном товариществе, был председателем колонии ссыльных, руководил занятиями политического кружка.
В марте 1917 года после февральской революции стал комиссаром Туруханского края и помогал большевикам в возвращении из ссылки, а затем сам вернулся в Самару, после чего направлен партийным комитетом на Трубочный завод, где работал подручным токаря, а затем токарем по металлу. Будучи членом парткома завода, на исходе Первой мировой войны вёл среди рабочих большевистскую агитацию и склонял их к антиправительственным выступлениям. В мае 1917 года стал членом комиссии по созданию Красной гвардии; до октябрьской революции был избран членом губернского комитета партии, представителем губкома в Совете рабочих депутатов, а затем и самим секретарём совета. В июле 1917 года в качестве делегата направлен на VI съезд партии в Петрограде. Произнёс речь, участвовал в прениях, съездом была принята его поправка об избрании ЦК по принципу смешанного представительства, то есть от областей и крупных центров.
В октябре 1917 года стал членом редакционной коллегии газеты «Солдатская правда», также являлся комиссаром Самарского революционного комитета на железнодорожном телеграфе. После установления в Самаре советской власти, произошедшего без вооружённого восстания, был избран председателем губернского совета фабрично-заводских комитетов. Как ответственный за телеграф первым в Самаре услышал телеграмму Ленина «Всем, всем…». В 1918 году во время брестских переговоров примыкал к «левым коммунистам», занимался агитацией среди молодёжи, вёл занятия по политической экономии в молодёжной группе при губкоме. 21 мая того же года назначен на пост комиссара труда по Самарской и Симбирской губерниям. В том же месяце принял участие в работе II Всероссийского съезда комиссаров труда в Москве, где впервые увидел В. И. Ленина, с которым впоследствии встречался несколько раз. Активно вмешивался в дела владельцев частных предприятий Самары, в результате чего те стали в массовом порядке приостанавливать свою деятельность и увольнять рабочих. Участвовал в боях с белочехами при занятии ими Самары 5—8 июня 1918 года, после эвакуации большей части губкома в Симбирск ушёл в подполье, в котором продержался все четыре месяца власти учредиловцев, поддерживая письменную связь с комитетом партии. Мать Милонова в то время держала небольшую кондитерскую в Самаре, которая использовалась как место явки подпольщиков.
После взятия Самары 8 октября 1918 года и восстановления советской власти под руководством Милонова был образован временный Самарский ревком, сам он вернулся к исполнению обязанностей комиссара труда, но уже 10 октября был отозван с должности. 12 октября был избран председателем Самарского губкома РКП(б), а также по совместительству временно назначен редактором газеты «Приволжская правда».
В 1918—1921 годах был председателем Самарского губернского совета народного хозяйства. Кроме партийной и редакторской работы, будучи «одним из лучших марксистов в Самарской организации», вел большую пропагандистскую и агитационную работу. Оказывал поддержку Г. М. Кржижановскому в деле изыскательских работ по сооружению гидроэлектростанции у Самарской Луки. 30 марта 1919 года оставил должность предгубкома, будучи избранным товарищем председателя Самарского губкома РКП(б). Был избран делегатом VIII съезда партии, прошедшего в марте 1919 года, но не смог прибыть на него.
25 февраля 1919 года на экстренном заседании был избран на пост председателя Самарского городского и уездного исполнительного комитета, который был объединён в единый орган 31 января того же года. Его предшественником был В. В. Куйбышев. В марте принимал участие в подавлении «чапанной войны», то есть массового восстания порядка 150 тысяч крестьян против большевиков. 5 апреля того же года был освобождён от обязанностей председателя Самарского горуездкома «в связи с отъездом на учебу». Его преемником был Н. М. Шверник. Поднятый в том же апреле вопрос о разделении исполкомов был окончательно решён 5 июля того же года. С 7 апреля по 1 сентября 1919 года снова занимал пост председателя Самарского губкома РКП(б). В июне 1919 года стал председателем Самарского губернского совета профсоюзов, одновременно являясь членом губисполкома и редколлегии газеты «Коммуна». В 1919—1920 годах преподавал политэкономию в Самарской губернской партийной школе. Был делегатом IX съезда РКП(б), состоявшегося в марте-апреле 1920 года.
6 мая 1920 года был избран в члены губкома в связи с необходимостью «более тесной связи партийной и профсоюзной работы», а 28 мая большинством голосов избран в члены президиума губкома. В мае 1920 года Милонов от группы работников губпрофсовета выступил на XIII городской конференции РКП(б) по докладу о деятельности губкома, предложив резолюцию, в которой отмечалась «крайняя медлительность в деле сближения органов власти с массами трудящихся, отсутствие достаточно развернутого и налаженного организационного аппарата». Большинство членов губкома как раз таки примыкало к «рабочей оппозиции», требовавшей поставить рабочих на руководство партийными и советскими органами в Самаре. Однако руководство губкома выразило свой протест, считая, что Милонов, как активный участник и фактический лидер самарской оппозиции, отразил в резолюции свои фракционные взгляды. Тем не менее, 7 июня того же года в ходе смены партруководства Милонов был избран секретарём Самарского губкома. Ввиду трений между членами губкома, постоянным изменением состава президиума и большим объёмом бюрократической работы, 9 августа Милонов попросил пленум откомандировать его «для пропагандистской работы или дать ему возможность взять на себя в губкоме только принципиальное руководство с уменьшением текущей работы», однако его просьба не была удовлетворена. По выступлению Милонова с докладом «Об очередных задачах партийного строительства» на XIV Самарской губернской партийной конференции, прошедшей с 2 по 6 сентября 1920 года, была принята резолюция о деятельности губкома, где отмечалось, что «партийная жизнь Самарской губернской организации за последнее время находится в состоянии частичного кризиса, который выражается в оторванности партийных организаций от рабочих масс, в непроведении в жизнь большинства планов, проектов и резолюций, направленных к уничтожению этих явлений». Деятельность Милонова и его товарищей вызвала критику руководства РКП(б), которое обвинило их в способствовании разрастанию «сапожковщины» и «антоновщины» в ходе слияния восставших с оппозицией. 9 сентября того же года прошение Милонова об отставке было наконец принято, и он был отозван с должности секретаря губкома.
31 января 1921 года при обсуждении 8 членов губкома голосовали за платформу «рабочей оппозиции», а 4 — за «ленинскую». На антиленинской позиции стоял партком Самарского грубочного завода и председатель губисполкома В. Д. Сокольский. Для исправления ситуации в Самару была направлена группа во главе с В. А. Антоновым-Овсеенко. По решению Оргбюро ЦК РКП(б) Милонов, Сокольский и ряд других партработников были сняты со своих постов. В то время он продолжил поддерживать оппозицию, но в дальнейшем порвал с ней связи. Оставшись членом президиума губкома, Милонов работал в губпрофсовете, выступая за создание сети пролетарских университетов. Осенью 1920 года ему была поручена организация Самарского рабоче-крестьянского коммунистического университета, который был образован несмотря на организационные трудности, отсутствие помещения, материала и ресурсов, а сам Милонов был назначен ректором и председателем педагогического совета СРККУ. В 1920 году избран делегатом VIII Всероссийского съезда Советов, но участия в нём не принял по причине направления на подавление очередного крестьянского восстания в Самарской губернии. Также был делегатом X партконференции, являлся членом ВЦИК VIII созыва.
«Тов. Ленин — председатель СНК, он руководит нашей советской политикой. Очевидно, что всякое движение, откуда бы оно ни исходило, мешающее этой работе управления, и воспринимается как движение мелкобуржуазное и как движение чрезвычайно вредное. (Шум, смех.) Мне думается, что этот смех является чрезвычайно показательным. Это течение внутри партии подходит к вопросам партийной жизни с точки зрения людей, накопляющих определенный, узкий, специальный опыт партийных работников, в большинстве губкомских, которые отстаивают точку зрения ЦК, и работников в советских учреждениях, оторванных от гущи широких масс».
В декабре 1920 года Милонов получил от товарищей по партии следующую характеристику: «Глубокое понимание задач советского строительства, безграничная преданность делу революции, умение группировать вокруг себя все честное, большой организационно-административный опыт. К практической работе не пригоден из-за теоретических рассуждений. На месте в рабоче-крестьянском университете». На основании данной рекомендации, в мае 1921 года президиум губкома партии назначил Милонова ответственным за преподавание общественных наук в Самарском рабоче-крестьянском университете. Также он был выбран в члены организационного бюро по созданию губернского отделения комиссии по изучению истории Октябрьской революции и РКП(б). В марте 1921 года был делегатом X съезда партии. На съезде заявил отвод намеченному в президиум М. В. Фрунзе, заявив об отсутствии четких доказательств непричастности того к вскрывшимся злоупотреблениям в Самарском военном округе, но его предложение было отклонено с подачи К. Б. Радека. Держал отдельную речь, в которой обвинил верхушку партии в кастовости и отрыве от рабоче-крестьянских масс, раскритиковал руководящих партработников за насаждение бюрократизма, фактически заявив Ленина в качестве «самого большого чиновника» в России, за что Д. Б. Рязанов назвал Милонова «теоретически безногим и безруким». Также упрекнул Ленина в административном наклеивании на «рабочую оппозицию» ярлыка синдикализма, после чего в ответном слове им был раскритикован. В дальнейшем покинул ряды «рабочей оппозиции» и подчинился партийной дисциплине, став твердо придерживаться «генеральной линии»; впоследствии отмечал, что «убедительность его [Ленина] аргументации» в заключительном слове сыграла решающую роль для отхода от оппозиции. 10 июля 1921 года Милонов стал временно исполняющим обязанности секретаря губкома партии, но уже 27 июля был освобождён с должности в связи с назначением в комиссию по переучёту членов партии, после чего принял активное участие в чистке рядов губернской парторганизации.

### Научная и педагогическая деятельность
В октябре 1921 года был отозван центральным комитетом РКП(б) на научно-исследовательскую и педагогическую работу в Москву, что, вероятно, было вызвано стремлением ослабить позиции «рабочей оппозиции» в Самаре. В 1921—1922 годах был учёным секретарем и председателем комиссии помощи самообразованию Главполитпросвета под руководством Н. К. Крупской при Наркомпросе. В 1920 году стал кандидатом в члены президиума Всесоюзного центрального совета профессиональных союзов, являлся членом президиума ВЦСПС III, VII, VIII созывов. В 1921 году назначен на должность заведующего отделом истории профсоюзного движения (Истпроф) при ВЦСПС. В 1922 году поступил на золотопромышленный факультет Московского института народного хозяйства имени Г. В. Плеханова, где проучился два года и бросил по причине «невозможности сочетать учёбу с работой», в результате чего высшего образования так и не получил.
В 1922—1930 годах занимал пост заместителя председателя, а затем, в 1930—1938 годах — председателя Истпрофа. Был пионером в описании истории зарождения и становления профсоюзного движения в России. Стоял на позиции чёткого следования основным историческим методам для соблюдения «научной выдержанности», что позволило бы избежать использования «фактических материалов для доказательства правильности или ошибочности определенной политической позиции»; в связи с этим считал, что первым шагом должно быть «бесспорное установление фактов» прошлого, а первой и ключевой задачей Истпрофа — именно сбор данных, их систематизация и публикация, и только потом теоретический анализ, критика и выяснение общих законов развития профдвижения. Видел в архивных документах не самоцель, а только средство для исследовательской и практической работы, полагая, что задачей архива является не одно лишь хранение документов, но и помощь исследователю в его работе; следовательно, архив должен строиться на логическом принципе (материалы подбираются в комплексы по тематическим рубрикам), что должно избавить исследователя от необходимости перебора многочисленных ненужных документов.
В 1926—1927 годах был членом совета Истпарта ЦК ВКП(б). Согласно профсоюзной справке, в 1929 году собирал у себя на дому встречи членов «правой оппозиции». В 1930 году был принят в Всесоюзное общество старых большевиков, где был заместителем председателя технической секции; также являлся членом Комиссии по истории пролетариата при Обществе историков-марксистов под руководством М. Н. Покровского. Одновременно, в 1926—1929 годах был заместителем директора, а 1930—1931 годах занимал должность директора Государственного исторического музея. При нём была инициирована полная перестройка экспозиций всех залов музея с позиции марксистского понимания истории; ГИМ переименован в «Музей истории развития общественных форм»; ликвидировано «Общество друзей Исторического музея», занимавшееся попечительской и меценатской деятельностью; уволен ряд сотрудников музея, в том числе В. А. Городцов и С. В. Бахрушин. В частности, закрыт был отдел религиозного быта, возглавлявшийся А. И. Анисимовым; сам он уволен и впоследствии репрессирован. Также было разгромлено собрание икон, начат их отбор из собрания ГИМ в другие музеи, в частности в Третьяковскую галерею; в связи с этим Милонов вступил в конфликт с А. В. Орешниковым и другими сотрудниками музея, активно саботировавшими передачу икон. Также Милонов участвовал в подготовке выставок, редактировал научные работы сотрудников ГИМ, руководил издательской работой музея.
Основные идеи по перестройке музейного сообщества были изложены Милоновым в докладе, который он представил на первом Всероссийском музейном съезде, прошедшем 1—5 декабря 1930 года. Утверждая, что объектом экспозиции должна являться не музейная «вещь», а «мысль, выраженная комплексом предметов», ибо сама вещь не может выполнить задачи по вскрытию общественных отношений, он заявлял, что главная цель музеев — это «разоблачение и опровержение классово-враждебных пролетариату концепций» вместе с задачами «показать формы классовой борьбы в сфере их деятельности», «разъяснить классовые задачи пролетариата и генеральную линию партии». Милонов отмечал, что музеи «должны иллюстрировать своим материалом те конкретные высказывания, которые имеются насчет объектов их работы у классиков марксизма: Маркса, Энгельса, Ленина и Сталина», а материалы эти нужно подбирать таким образом, чтоб они показывали исторические корни современности, непосредственно откликались «на вопросы текущей политики в форме организации специальных эпизодических выставок, приуроченных к датам важнейших политических и хозяйственных кампаний и к срокам заседаний руководящих советских и партийных органов». В попытке характеризовать «социальные отношения вплоть до класовой борьбы», музеи, по мнению Милонова, не должны полагаться только на подлинные предметы, каковые «бессильны дать цельную и целостную картину как социальной формации, так и смены формаций», предложив свою очередь использовать копии и реконструкции, которые, однако не должны заслонять подлинники. Также он говорил об «опасности» вещевизма, а следовательно и ненужности фондовой работы, полагая, что основным элементом экспозиции «должны быть не вещи и не декоративное пятно», а «музейное предложение», то есть «мысль, выраженная комплексом подлинных предметов, связанных между собой в неразрывное целое при помощи надписей и разного рода иллюстраций». Таким образом Милонов высказал идею создания «грамматики и синтаксиса музейного предложения», призывал изучать их и подходить к экспозиции как к особому языку музейного дела.
В 1931—1932 годах был директором Института красной профессуры техники и технической политики. В 1932—1934 годах занимал пост заведующего научно-исследовательским сектором Всесоюзного совета научных инженерно-технических обществ. В 1932—1937 годах был профессором и руководителем кафедры истории техники Московского инженерно-строительного института имени В. В. Куйбышева. Помимо этого был заместителем директора института техники Коммунистической академии, преподавал на рабочем факультете Московского университета, в Коммунистическом университете имени Я. М. Свердлова, Военно-электротехнической академии, Высшей школе профсоюзного движения, Московском институте инженеров транспорта, Ленинградском институте инженеров транспорта, ряде других высших учебных заведений. В 1934—1936 годах был старшим научным сотрудником кабинета строительной техники Всесоюзной академии архитектуры и главным редактором издательства при ней, являясь энтузиастом издательского дела. В 1936 году как исполняющий обязанности секретаря парткома академии получил строгий выговор от Свердловского райкома партии «за притупление классовой бдительности» в борьбе с троцкизмом, в частности за то, что «не смог разоблачить» заместителя ректора А. Я. Александрова. 17 марта 1937 года получил степень кандидата экономических наук без защиты диссертации, но уже 9 апреля она была незаконно аннулирована. В 1937—1938 годах трудился в Институте истории науки и техники Академии наук СССР; это было его последнее место работы.

### Репрессии
«Зачем была издана эта книга? Случайно ли это? Думаю, не случайно. Ведь одним из руководителем Академии архитектуры был троцкист Александров. Автор книжки недавно исключён из комсомола за троцкистские связи. Враги народа использовали Академию архитектуры и её издательство, а руководящие работники академии не заметили, что у них творится под носом».
В апреле 1938 года был арестован по обвинению в связях с троцкизмом. Поводом для ареста послужило то, что незадолго до того Милонов под своей редакцией выпустил в свет книгу «Архитектура послевоенной Италии» Л. И. Ремпеля, которая была заклеймена в «Правде» как «апология фашистской диктатуры» (при этом сама работа, и спустя годы характеризовавшаяся как «образец возмутительного и наглого восхваления итало-фашистской архитектуры», не была снята с полок библиотек). Сидел в одной камере в Новочеркасской тюрьме с 16-летним сыном своего товарища М. П. Томского, Юрием, которому давал уроки математики, используя вместо грифельной доски кусок мыла и чертил на нём задачи спичкой. 14 сентября того же года осуждён Военной коллегией Верховного суда СССР сразу по трём пунктам 58-й статьи («контрреволюционная деятельность») Уголовного кодекса РСФСР к лишению свободы сроком на 10 лет с поражением в правах на 5 лет.
В 1939—1956 годах находился в лагере и ссылке на Колыме, работал главным инженером золотого рудника. Несмотря на отбывание срока, из партии был исключён лишь в 1941 году. Будучи в заключении, предложил три оборонных изобретения, зарегистрированных в 1943 году в Бюро рационализации и изобретательства ГУЛАГа, в частности, два глушителя звука выстрела. 4 июля 1944 года был награждён грамотой Центрального штаба трудового соревнования Северо-восточных лагерей Дальстроя НКВД СССР «за активное участие в организации и оформлении 1-й выставки изобразительного искусства». 12 марта 1948 года освобождён из лагеря по отбытии срока «с зачётом рабочих дней за хорошие производственные показатели», а 14 марта того же года ему был выдан паспорт. По некоторым данным, в сентябре 1948 года повторно был осуждён на 10 лет.
Последующие годы жил в Магадане, где последовательно трудился лаборантом, инженером, заведующим лабораторией, старшим научным сотрудником сектора местных стройматериалов во Всесоюзном научно-исследовательском институте золота и редких металлов при МВД СССР, работал начальником отдела контроля и качества конторы местных строительных материалов строительно-монтажного управления, инженером-испытателем и начальником лаборатории испытания строительных материалов Дальстроя, преподавал аналитическую геометрию и физику в магаданском филиале Всесоюзного заочного политехнического института, работал учителем математики в 5—10 классах Магаданской вечерней средней школы.

### Последующая жизнь
9 июля 1956 года приговор в отношении Милонова был отменён «по вновь открывшимся обстоятельствам», а дело «за отсутствием состава преступления» прекращено. После реабилитации в декабре вернулся в Москву. Тогда же был восстановлен в партии; по этому поводу обращался к старому знакомому по Самаре Н. М. Швернику, возглавлявшему ВЦСПС, но тот его даже не принял. В мае 1957 года стал персональным пенсионером союзного значения. 26 марта 1958 года восстановлен в степени кандидата экономических наук.
Являлся членом ученого совета и членом совета по присуждению ученых степеней Московского архитектурного института и Института теории, истории и проблем архитектуры. Состоял в активе и вёл большую пропагандистскую работу в Государственном музее революции СССР, обществе «Знание», Институте истории естествознания и техники Академии наук СССР, Советского национального объединения истории и философии науки и техники, вёл кружок теоретических проблем при парторганизации московского завода железобетонных изделий № 4, где состоял на партучете, был членом бюро Историко-литературного объединения старых большевиков, возглавлял куйбышевскую секцию историко-литературного объединения Института марксизма-ленинизма при ЦК КПСС, ездил по стране и выступал с воспоминаниями о Ленине.
Был известен как ученый в области истории техники и архитектуры, автор более восьмидесяти научных работ, многих публикаций, брошюр, воспоминаний, книг по истории профсоюзного движения в России, список которых занимает более 150 печатных листов. Был одним из первопроходцев в марксистском осмыслении истории техники, понимании закономерностей её развития и места в обществе. Автор статей в Малой советской энциклопедии («Съезды профсоюзов»), Большой советской энциклопедии («Гостиница», «Гурт»), состоял членом авторского коллектива по подготовке трёхтомного труда «Всеобщая история техники». Читал и переводил с латинского, французского, английского, немецкого и итальянского языков. Выступал против строительства гостиницы «Россия», за сохранение объектов деревянного зодчества.
В 1961 году заведующий кафедрой Тольяттинского политехнического института А. Э. Лившиц подготовил диссертацию на соискание степени кандидата исторических наук, в которой показал, что руководство Самарского губкома партии, в частности Милонов, в прошлом примыкало к «рабочей оппозиции». Сам Милонов, открещивавшийся от своих прежних взглядов, написал письмо лично Н. С. Хрущёву с жалобой на Лившица, обвинив того в клевете на губком и искажении исторической правды. Дело дошло до разбирательства в ЦК с привлечением Института марксизма-ленинизма, подтвердившего правоту Лившица, и в итоге он успешно смог защитить свою работу.
В 1975 году отметил 80-летие. В том же году по решению Высшей аттестационной комиссии получил степень доктора экономических наук.
В 1977 году член Союза писателей СССР М. С. Колесников выпустил роман «С открытым забралом» о В. В. Куйбышеве, в котором возвёл на Милонова клевету, изобразив того противником Куйбышева и изменником дела партии в Самаре. По просьбе старых коммунистов перед ЦК было организовано публичное разбирательство, где Колесников оправдывался тем, что полагал Милонова уже давно умершим на Колыме. Яростным защитником Милонова от нападок выступил председательствовавший на разборе его друг по Колыме, бывший чекист и сам в прошлом лагерник — И. М. Данишевский, сердце которого не выдержало и он умер прямо за столом президиума.
Юрий Константинович Милонов скончался 7 апреля 1980 года в Москве. Кремирован, прах захоронен в колумбарии Новодевичьего кладбища (116 секция, место 9-1).

## Награды
Орден «Знак Почёта» (1967), медаль «За доблестный труд. В ознаменование 100-летия со дня рождения Владимира Ильича Ленина» (1970).

## Личная жизнь
Милонов был дважды женат. Первая жена — Екатерина Дудина, работница Тульского патронного завода, познакомились в Тургайской области, куда она была сослана за участие в забастовке. После смерти жены, в 1943 году на Колыме женился во второй раз — на Наталье Приблудной, супруге репрессированного поэта «есенинской школы» Ивана Приблудного, отправленной в лагерь как жена «врага народа». Имел детей, внуков, трёх правнуков.
Брат — Константин Константинович Милонов, член РСДРП(б) с 1917 года, выпускник Института красной профессуры (1925), профессор кафедры исторического и диалектического материализма педагогического факультета Нижегородского университета в 1928—1930 годах, затем направлен на работу в Москву, действительный член Института философии (1928), научный сотрудник философской группы секции научной методологии, учёный секретарь философской секции, редактор философского отдела «Вестника Коммунистической академии», член организационной комиссии по изданию «Философского словаря» (прообраз «Философской энциклопедии»), специализировался на материалистической диалектике, философии Бэкона, эмпириомонизме Богданова, диалектике Маркса, участвовал в философско-идеологической борьбе, в частности против механистов, репрессиям не подвергся.

## Память
Фигурирует в романе Б. К. Зайцева «Древо жизни» в качестве комиссара ГИМ по фамилии Баланда, который поучает «как надо работать» старейшего сотрудника музея и «отца русской нумизматики» А. В. Орешникова. Вместе с братом описан в воспоминаниях И. Я. Галкина «На заре нашей юности» о революционном движении в Самарской губернии. Также упоминается в книге Е. С. Гинзбург «Крутой маршрут».
Личный фонд Милонова находится в Государственном архиве Российской Федерации, куда был передан его вдовой в 1980—1983 годах. Некоторые другие документы находятся в Самарском областном государственном архиве социально-политической истории.

## Избранная библиография
- Милонов Ю. К. Революция в технике. — Москва: Главполитпросвет ВЦСПС, 1922. — 32 с.
- Милонов Ю. К. Путеводитель по резолюциям всероссийских с'ездов и конференций профессиональных союзов. — Москва: ВЦСПС, 1924. — 674 с.
- Милонов Ю. К. История паровой машины. — Москва: Труд и книга, 1925. — 131 с. — (Рабочая техническая библиотека).
- Милонов Ю. К. Как возникли профессиональные союзы в России. — Москва, Ленинград: Гудок, 1926. — 171 с.
- Милонов Ю. К. Как должны работать наши профессиональные союзы (Проработка резолюций в вопросах и ответах). — Москва, Ленинград: Московский рабочий, 1926. — 80 с. — (К итогам XIV Съезда ВКП(б)).
- Милонов Ю. К. Как должны работать наши профессиональные союзы: Проработка в вопросах и ответах решений XIV съезда ВКП (б) и III пленума ВЦСПС. — 2-е издание, дополненное. — Москва: Издательство ВЦСПС, 1926. — 87 с.
- Милонов Ю. К. Как создавались современные машины: Краткие очерки переворота, произведенного в технике применением пара. — Москва: Книгоиздательство ВЦСПС, 1928. — 143 с.
- Айнзафт С. С. (под редакцией и с предисловием Ю. К. Милонова). История рабочего и профессионального движения деревообделочников до революции 1917 года. — Москва: Издательство ЦК деревообделочников СССР, 1928. — 320 с.
- Милонов Ю. К. (в соавторстве с М. Раковским). История Московского профессионального союза рабочих деревообделочников. — Москва: Издание МГО Деревообделочников, 1928. — 161 с.
- Милонов Ю. К. Как возникли профессиональные союзы в России. — 2-е издание, переработанное и дополненное. — Москва: ВЦСПС, 1929. — 235 с.
- Милонов Ю. К. Как должны работать наши профсоюзы. — 3-е издание. — Москва: ВЦСПС, 1929. — 185 с. — (Библиотека работника фабзавместкома).
- Милонов Ю. К. Развитие текстильных машин. — Москва : Огонек, 1929. — № 9. — 54 с. — (Библиотека «Изобретателя»).
- Милонов Ю. К. Сельскохозяйственные машины (Очерк истории земледельческих орудий). — Москва : Огонек, 1930. — № 2—3. — 73 с. — (Библиотека изобретателя).
- Милонов Ю. К. Марксистская история техники как предмет преподавания (Стенограмма доклада в Коммунистической академии 2 октября 1930 г.). — Москва: Государственное социально-экономическое издательство, 1931. — 70 с.
- Милонов Ю. К. Этюды по истории кинематики механизмов. — Москва, Ленинград: ОНТИ, Главная редакция общетехнических дисциплин и номографии, 1936. — 172 с.
- Милонов Ю. К. Конспект курса «Истории строительной техники»: (Дополнение к программе, отпечатанной в сборнике IV «История техники»). — Москва: Инженерно-строительный институт им. Куйбышева, 1937. — 27 с.
- Милонов Ю. К. Строительные материалы Магаданской области (Заметки испытателя). — Магадан: Магаданское книжное издательство, 1957. — 73 с.
- Милонов Ю. К. Каждый выбирает дорогу сам. Рассказ ветерана революции (литературная запись Л. Пинчук). — Москва: Издательство «Детская литература», 1981. — 158 с.
- Милонов Ю. К. Каждый выбирает дорогу сам. Рассказ ветерана революции (литературная запись Л. Пинчук). — 2-е издание. — Москва: Издательство «Детская литература», 1987. — 157 с.